# 博爾德公園 (加利福尼亞州)
博爾德公園（英語：Boulder Park）是位於美國加利福尼亞州因皮里爾縣的一個非建制地區。該地的面積和人口皆未知。

## 地理
博爾德公園的座標為32°39′32″N 116°06′03″W / 32.65889°N 116.10083°W，而該地的平均海拔高度為891米（即2923英尺）。